# Champagnat (Saône-et-Loire)
Champagnat is een gemeente in het Franse departement Saône-et-Loire (regio Bourgogne-Franche-Comté) en telt 496 inwoners (2005). De plaats maakt deel uit van het arrondissement Louhans.

## Geografie
De oppervlakte van Champagnat bedraagt 13,1 km², de bevolkingsdichtheid is 37,9 inwoners per km².
De onderstaande kaart toont de ligging van Champagnat (Saône-et-Loire) met de belangrijkste infrastructuur en aangrenzende gemeenten.

## Demografie
Onderstaande figuur toont het verloop van het inwonertal (bron: INSEE-tellingen).